# Dawn Childs

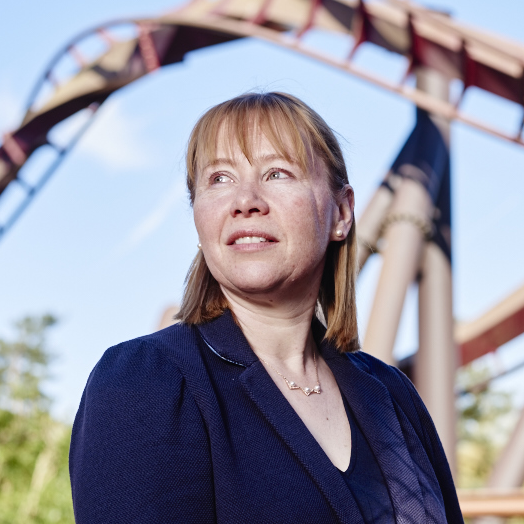
Dawn Elson in Thorpe Park, 2016

Dame Dawn Elizabeth Childs (geborene Elson, * 29. November 1970) ist eine britische Ingenieurin, die in verschiedenen Ingenieurdisziplinen wie Maschinenbau, Luftfahrttechnik und Bauwesen tätig war. Sie war die erste Frau in mehreren Positionen bei der Royal Air Force (RAF) und die erste technische Leiterin eines internationalen Flughafens. Childs setzt sich dafür ein, mehr Frauen für den Ingenieurberuf zu gewinnen. Sie ist Geschäftsführerin der Pure Data Centre Group (Operations) Ltd.

## Studium
Dawn Elson besuchte die Bedgebury Girls School und studierte an der University of Bath Maschinenbau. Sie setzte ihre Hochschulausbildung mit einem Master of Defence Administration der Cranfield University und einem Master of Arts in Verteidigungsstudien des King’s College London fort.

## Karriere
Childs trat direkt nach der Schule in die RAF ein, nachdem sie eine Kadettenausbildung zum technischen Offizier absolviert hatte. Während ihres Maschinenbaustudiums an der Universität Bath war sie Mitglied der Fliegerstaffel der University of Bristol, bevor sie eine Offiziersausbildung am Royal Air Force College Cranwell absolvierte.
Childs hat 23 Jahre lang bei der RAF gedient. Sie war die erste Senior Engineering Offizierin (SEngO) in der 216 Squadron und die erste Officer Commanding Engineering Wing (OC Eng Wg) in der RAF Waddington, wo sie für die betriebliche Wartung und Logistik der dort stationierten ISTAR-Flugzeuge (Intelligence, Surveillance, Target Acquisition and Reconnaissance) zuständig war. Childs verließ die RAF im Jahr 2012 und wechselte zum Gatwick Airport. Sie wurde somit die erste technische Leiterin eines großen internationalen Flughafens.
Von Gatwick wechselte Childs 2016 zu Merlin Entertainments Group und baute eine neue zentrale technische Funktion auf, die sich mit der Verwaltung und den Normen für das globale Portfolio von über 120 Themenparks und Attraktionen befasst. Im Jahr 2014 wurde sie Botschafterin für das Alton College.
Im Jahr 2015 wurde sie zur nicht geschäftsführenden Direktorin von WorldSkills UK ernannt. Im Jahr 2019 verließ Childs Merlin Entertainments, um die Rolle des UK Change Director bei National Grid zu übernehmen. Im August 2021 wurde Childs zum Chief Executive Officer der Pure Data Centre Group (Operations) Ltd. ernannt.

## Preise und Auszeichnungen
- 1997: Barrie Smart Memorial Award für ihren Beitrag zur RAF-Gemeinschaft
- 2013: CBI and Real Business First Women Award in Tourism & Leisure als erste technische Leiterin an einem großen internationalen Flughafen[7][8][9][10]
- 2014: Ehrendoktorwürde von der Universität Staffordshire für ihren Beitrag zum Maschinenbau und zur Luftfahrttechnik am Gatwick Airport und bei der RAF sowie für ihren Einsatz für die  MINT-Fächer[11]
- 2015: Alistair Graham-Bryce Award der Institution of Mechanical Engineers für „ihre bedeutenden Beiträge zu Kampagnen für die Förderung der Ingenieurwissenschaften bei Kindern, Studenten, jungen Erwachsenen und insbesondere Frauen“[12]
- 2016: Aufnahme in der Liste der 50 einflussreichsten Ingenieurinnen im Vereinigten Königreich von The Daily Telegraph und der Women’s Engineering Society[13]
- 2018: Wahl zur Präsidentin der Women’s Engineering Society[14]
- 2020: Wahl zum Fellow der Royal Academy of Engineering[15][16]
- 2023: Nobilitierung als Dame Commander des Order of the British Empire (DBE) bei den Neujahrsehrungen 2023 für ihre Verdienste um das Ingenieurwesen[17]